# Leon Schlesinger
Leon Schlesinger (Philadelphia, Pennsylvania, 1884. május 20. - Los Angeles, Kalifornia, 1949. december 25.) amerikai filmproducer, ő alapította a Leon Schlesinger Productions-t, ami később a Warner Brothers rajzfilmstúdió lett az animációs aranykor idején.

## Fiatalkora
Schlesinger Philadelphiában született. Miután a helyi moziban dolgozott, mint jegyszedő, daloskönyv-ügynök, színész és manager, megalapította a Pacific Title and Art vállalatot 1919-ben, ami főleg úgynevezett title cardokat (a némafilmekben ezek az állóképek jelentek meg a dialóg szövegeivel, és később is ilyenekkel oldották meg a stáblistát) készített némafilmek számára. Ahogy a hangosfilm elterjed 1929-1930 körül, Schlesinger előre akart törni az új piacon. Egyes filmtörténészek szerint pénzügyileg segítette a Warner Brothers első hangosfilmjét, a Jazzénekest. Ezután szerződött a stúdióval, hogy elindítsa az új Looney Tunes (Bolondos dallamok) sorozatot, s így felvette Hugh Harman és Rudolf Ising animátorokat, akik magukkal hozták Bosko nevű karakterüket.

## Üzletemberként
Schlesinger ravasz üzletember volt jó érzékkel a tehetségek iránt. Miután Harman és Ising elhagyták a Warner-t Bosko-val együtt 1934-ben, Schlesinger felépítette saját részlegét a Warner Bros. Sunset Boulevard-on található díszletvárosában. Megnyerte magának a konkurens stúdiók legjobb animátorait, s még olyanokat is, akik Harmannal és Isinggal voltak (Bob Clampett). Egyikük volt Friz Freleng akit Schlesinger felkért, hogy gondozza a Looney Tunes és Merrie Melodies sorozatokat. Freleng tehetsége hamar kiderült, s ezért Schlesinger felvette Frederick "Tex" Avery-t, Chuck Jones-t és Frank Tashlint. Később a céghez került Carl Stalling zeneszerző és Mel Blanc színész, s a csapat megalkotott olyan legendás karaktereket, mint Cucu Malac, Dodó Kacsa vagy Tapsi Hapsi. Schlesinger szadkezet adott az animációs csapatnak, így ők kreativitásuk teljes szabadságát élvezhették. Schlesinger 1935-ben eladta a Pacific Title & Artot, hogy csak a stúdióra koncentrálhasson.

### Üzleti hozzáállása és személyisége
Schlesinger dörzsöltsége nem volt túlhangsúlyozott. Animátorai egy düledező épületben dolgoztak (Avery csapata ezt "Termite Terrace"-nak becézte), és Schlesinger rövid ideig be is záratta a stúdiót 1941 közepén, mikor a dolgozók fizetésemelést kértek. Az Oscar-díjat bojkottálta, mert szerinte előnyben részesítették a Walt Disney és az MGM-rajzfilmeket, néhány Looney Tunes rajzfilmet pedig sógora, Ray Katz neve alatt készített, hogy ezzel kedvezményesebb adózáshoz jusson.
Schlesinger selypítve beszélt. Állítólag Mel Blanc szinkronszínész Dodó Kacsa és Szilveszter selypítős és pösze hangját Schlesingerről mintázta. Mel Blanc önéletrajzában, a That's Not All Folks!-ban tagadja mindezt, és így ír: "szerintem az alsó állkapcsa gátolta a beszédben, főleg az sz hangoknál. A szánalmast ő úgy mondta: fánalmas." Dodó pöszesége gyakran hallható a filmekben, főleg a koraiakban. A Daffy Duck and Egghead-ben Dodó egyáltalán nem selypít, kivéve az egyik jelenetben, ahol Dodó a "The Merry Go Round Broke Down"-t énekli, de ott is csak egyszer.
A vele (Schlesingerrel, nem Dodóval) dolgozó animátorok önteltnek és beképzeltnek ismerték aki túl sok kölnit locsol magára és piperkőcnek öltözik.

## Megjelenése a filmekben
Leon Schlesinger önmagát alakítja az 1940-es Freleng-filmben, a You Ought to Be in Pictures-ben, ami egy animációs/élőszereplős hibrid. Mel Blanc Cucun és Dodón kívül az összes hús-vér figurát is újraszinkronizálta, kivéve Schlesingert. Egyéb Warner rajzfilmessel együtt Schlesinger is szerepel (karikaturizált változatban) a Hollywood Steps Out, a Russian Rhapsody és a Nutty News című filmekben.
Az 1996-os Space Jamben Tapsi Hapsi és barátai egy Schlesingerről elnevezett edzőteremben készülnek fel a kosárlabdameccsre.

## Utolsó évei
Schlesinger 1944-ben eladta a stúdiót a Warner Brothersnek. Továbbra is üzletelt a rajzfilmfigurákkal és a Warner filmszínházi szolgáltatásainak részlegét vezette egészen haláláig, ami egy vírusos fertőzés miatt következett be 1949 karácsonyán. Schlesinger finanszírozott több b-westernt is a harmincas években. Miután a Warner megvette stúdióját, Schlesingert Eddie Selzer váltotta a székben. Schlesinger kedvelte a lóversenyt, s ő vezette a Western Harness Racing Associationt. Egy 1950. január 10-én keltezett United Press távirat szerint megtalálták az utódját. Schlesingert a Beth Olam mauzóleumban temették el a Hollywood Forever temetőben a kaliforniai Hollywoodban.